# Philipp Rösler
Philipp Rösler (Khánh Hưng (Zuid-Vietnam), 24 februari 1973) is een Duits politicus. Tussen mei 2011 en december 2013 was hij partijleider van de FDP en tevens Duits vicekanselier onder Angela Merkel.
Van februari tot oktober 2009 was Rösler minister voor Economie, Arbeid en Verkeer en tevens viceminister-president van de deelstaat Nedersaksen in het kabinet-Wulff II. In 2009 stapte hij over naar de nationale politiek en nam hij zitting in het kabinet Merkel II, van 2009 tot 2011 als Bondsminister voor Volksgezondheid en van 2011 tot eind 2013 als Bondsminister voor Economie en Technologie. In 2011 nam hij zowel de functie van vicekanselier als die van partijvoorzitter van de FDP over van Guido Westerwelle.
Na het zware verlies van de FDP bij de Bondsdagverkiezingen in september 2013, waarbij de partij de kiesdrempel niet haalde, kondigde Rösler zijn vertrek als partijvoorzitter aan. Hij werd in december 2013 opgevolgd door Christian Lindner.